# Yue Ying
Huang Yueying (entre 186 et 197 - 235/263) était l'épouse du célèbre stratège Zhuge Liang. Femme lettrée ayant des connaissances en géographie et en astronomie, elle assistait et complétait son mari. 
Elle est la fille de Huang Chengyan. 
Selon la tradition, Yueying était réputée pour être laide. Dans certaines versions, il s'agit d'une rumeur répandue par des femmes jalouses de sa beauté, dans d'autres, elle est décrite comme une femme rousse et à la peau sombre (ce qui ne correspondait guère aux canons esthétiques chinois de l'époque ; remarquez toutefois que la chevelure rousse est retenue dans les jeux de Koei où elle est représentée), mais son père ne désespérait pas de lui trouver un époux. 
Zhuge Liang était un génie à l'intellect prodigieux. Habilement, le père de Yueying lui dit que si sa fille était laide, son intelligence et ses connaissances pouvaient rivaliser avec les siennes, aussi il accepta de la rencontrer. Par la suite, le stratège aurait affirmé que la laideur de Yueying était une interprétation erronée de la part des gens.
Elle devint avec son mari le professeur de Jiang Wei.
Elle eut un fils avec Zhuge Liang, Zhuge Guo.